# تامكانت (واورة)
تامكانت هو دُوَّار يقع بجماعة آيت امحمد، إقليم أزيلال، جهة بني ملال خنيفرة في المملكة المغربية. ينتمي الدوّار لمشيخة واورة التي تضم 12 دوار. يقدر عدد سكانه بـ 886 نسمة حسب الإحصاء الرسمي للسكان والسكنى لسنة 2004.

## روابط خارجية
- البوابة الوطنية للجماعات الترابية نسخة محفوظة 12 مارس 2018 على موقع واي باك مشين.
- المندوبية السامية للتخطيط